# Scorpiones
Gli scorpioni (Scorpiones C. L. Koch, 1837) sono un ordine di artropodi velenosi della classe degli aracnidi. Ci sono circa duemila specie di scorpioni nel mondo, caratterizzati da un corpo allungato e una coda segmentata che termina con un pungiglione da cui viene iniettato il veleno.

## Descrizione

### Morfologia

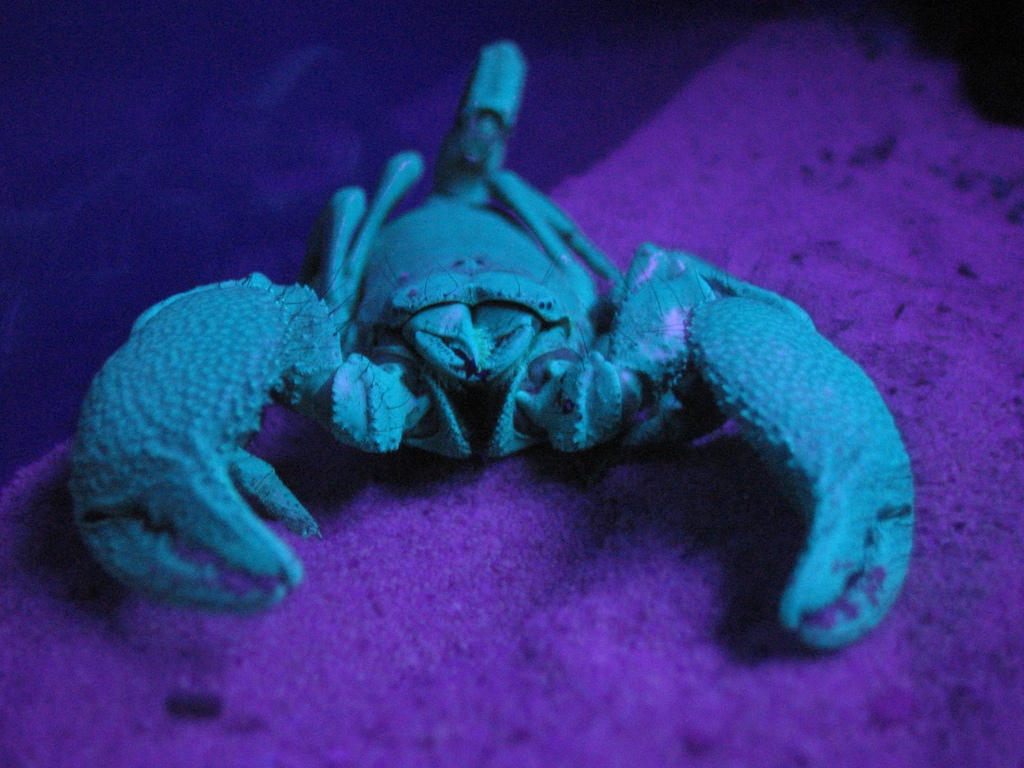
Uno scorpione di colore nero illuminato da una lampada di Wood

Come aracnidi, gli scorpioni hanno vicino alla bocca degli organi chiamati cheliceri, un paio di pedipalpi, e quattro paia di zampe. I pedipalpi, a forma di tenaglia, sono usati principalmente per catturare le prede e per la difesa e sono ricoperti di diversi tipi di peli sensoriali. Il corpo è diviso in due zone principali, il cefalotorace e l'addome. Il cefalotorace è coperto da un carapace, o guscio della testa, che ha di solito un paio di occhi mediani e da due a cinque paia di occhi laterali nelle zone periferiche della testa; alcuni scorpioni di caverna sono privi di occhi.
L'addome consiste di dodici segmenti distinti, di cui gli ultimi cinque formano ciò che viene chiamato "metasoma" (o volgarmente coda). Al termine dell'addome c'è il telson, o pigidio, che ospita una struttura a forma di bulbo che contiene le ghiandole velenifere e un aculeo incurvato per iniettare il veleno.
Nel lato inferiore lo scorpione ha un paio di organi sensoriali unici chiamati pettini; nel maschio sono solitamente più grandi e hanno più "denti", si suppone rilevino la conformazione del terreno su cui camminano e fungano da chemiocettori per individuare feromoni della propria specie di scorpione.

### Dimensioni
Gli scorpioni hanno tipicamente lunghezze di qualche centimetro. Lo scorpione sudafricano "lungacoda" (Hadogenes troglodytes) supera la lunghezza di 20 cm ed è probabilmente il più lungo scorpione vivente del mondo, mentre al secondo posto si colloca Pandinus imperator, che raggiunge lunghezze intorno a 18–20 cm. Il più piccolo è probabilmente Microtityus fundora, lungo appena 12 mm. Tra gli scorpioni fossili, se ne annoverano alcuni lunghi fino a circa un metro (genere Brontoscorpio).

### Curiosità
Particolarità degli scorpioni è quella di diventare luminescenti, se esposti ad alcune frequenze di ultravioletti.

## Distribuzione e habitat

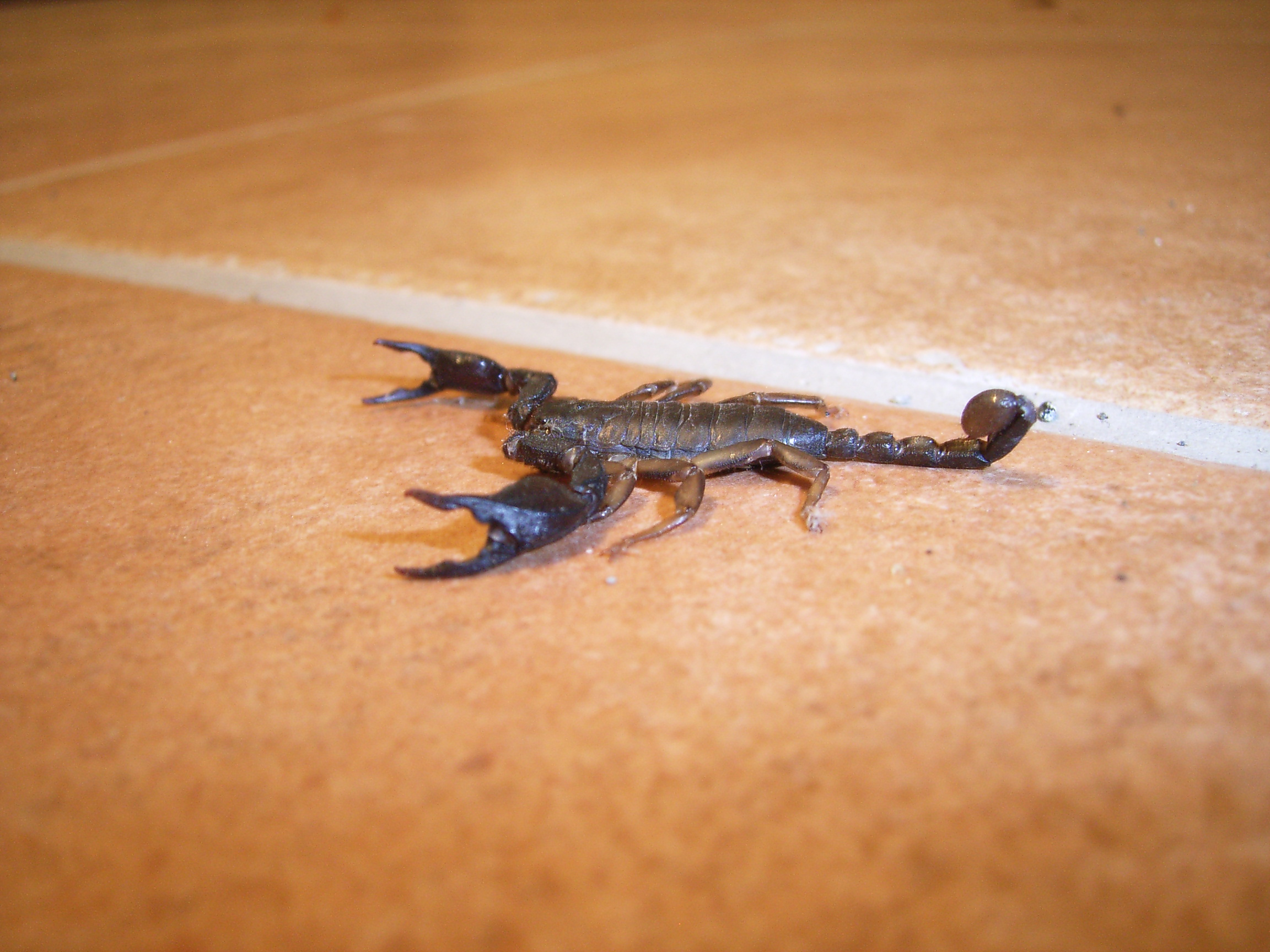
Un esemplare di Euscorpius italicus, uno scorpione che si può facilmente trovare in Italia

Comunemente si pensa agli scorpioni come animali da deserto, invece vivono anche in molti altri paesaggi come praterie e savane, foreste caduche, foreste pluviali e caverne.
Sono stati trovati scorpioni sotto rocce coperte di neve a oltre 3600 m di altitudine nelle Ande sudamericane e nell'Himalaya, in Asia.

## Comportamento

### Predazione
Gli scorpioni sono animali predatori notturni che si cibano di una grande varietà di insetti e ragni. La preda viene individuata principalmente percependo le vibrazioni. I pedipalpi hanno una serie di peli sensoriali che sentono le vibrazioni nell'aria; le punte delle zampe hanno piccoli organi sensoriali che percepiscono le vibrazioni nella terra.
La superficie di zampe, cheliceri e corpo è ricoperta di peli più fitti sensibili al tocco diretto. Sebbene siano armati di veleno per difendersi, gli scorpioni cadono preda di molti tipi di animali come rane, rospi, serpenti, lucertole, uccelli (specialmente gufi), e mammiferi carnivori.
A meno che non siano disturbati, gli scorpioni sono timidi e fanno uso del pungiglione solo allo scopo di uccidere la preda.

### Ciclo vitale
Gli scorpioni hanno un complesso rito di accoppiamento in cui il maschio usa i suoi pedipalpi per afferrare quelli della femmina e condurla in una "danza di corteggiamento". I dettagli del corteggiamento variano da specie a specie, con alcune che addirittura comportano la puntura da parte del maschio.
Gli scorpioni hanno un lungo periodo di gravidanza, da alcuni mesi a un anno e mezzo, a seconda della specie in cui i piccoli si sviluppano da embrioni nelle ovaie della madre. Durante questo periodo, sostanze nutritive vengono trasferite dalle ghiandole digestive della madre all'embrione. I piccoli appena nati salgono sulla schiena della madre, che li aiuta in questo costruendo un "cesto di nascita" con le sue zampe incrociate per prenderli quando nascono e dare loro un mezzo per arrampicarsi.
Di solito una femmina dà vita a circa 25-35 piccoli che restano sulla schiena della madre fino alla prima muta, che costituisce una cuticola, un rivestimento esterno, di solito entro una settimana o due dalla nascita. Una volta scesi, conducono una vita indipendente, e compiono una muta periodicamente fino a raggiungere lo stato adulto. Per raggiungere la maturità sessuale sono solitamente richieste cinque o sei mute in un lasso di tempo che varia da due a sei anni.
Lo scorpione comune vive dai tre ai cinque anni, ma alcune specie raggiungono i 10-15 anni d'età. Alcuni scorpioni mostrano comportamenti sociali oltre il rapporto madre-piccolo, come la formazione di gruppi per l'inverno, la fondazione di colonie, e in alcuni casi anche la formazione di vere e proprie famiglie che condividono cibo e ripari.
Una leggenda metropolitana vuole che gli scorpioni, circondati da un anello di fuoco, cerchino il suicidio. In seguito alla scoperta del "The Journal of Experimental Biology" del 1998 si svilupparono diverse tesi. Le più accreditate sostengono che lo scorpione semplicemente muoia per colpa del calore, dato che anche un'esposizione prolungata ai raggi del sole può provocarne la morte. Quindi gli scorpioni, in base ad un meccanismo istintivo, cercano di pungere qualunque cosa intorno a loro. Questo dà l'impressione del "suicidio".

## Il veleno degli scorpioni
Il veleno degli scorpioni viene usato principalmente per la cattura delle prede ed è formato da complesse miscele di neurotossine (tossine che bloccano il funzionamento del sistema nervoso), formate principalmente da proteine e da cationi di sodio e di potassio; ogni specie ha la sua miscela unica.
Le tossine possono essere classificate in:
- Tossine a catena lunga
  - α-tossine: bloccano canali del sodio e quindi bloccano il potenziale d’azione
  - β-tossine: aumentano l’apertura dei canali del sodio aumentando il potenziale d’azione
- Tossine a catena corta: interagiscono con i canali del potassio voltaggio dipendenti, canali del calcio e canali del cloro

Il veleno degli scorpioni è principalmente rivolto a bloccare l'attività in altri artropodi; di conseguenza in generale è innocuo per gli esseri umani, e una puntura può produrre solo effetti localizzati (dolore, gonfiore e sensazioni di sfinimento). Alcuni scorpioni però, principalmente della famiglia dei Butidi (come lo scorpione dorato della Cina), possono essere molto pericolosi per l'uomo. Secondo G.A.Polis, solo otto generi, tutti Butidi, includono specie letali per l'uomo.
Fra le specie più pericolose vi è il Leiurus quinquestriatus, che possiede il più potente veleno della sua famiglia, e i membri dei generi Parabuthus, Tityus e Androctonus. Il veleno di questi scorpioni in rari casi si è verificato letale poiché in generale questi animali non sono in grado di inoculare veleno sufficiente a uccidere un adulto sano: la maggior parte dei decessi avviene fra i bambini, gli anziani e coloro la cui salute è compromessa da altre malattie pregresse. A meno che non siano disturbati, gli scorpioni sono generalmente timidi e fanno uso del loro pungiglione solo allo scopo di uccidere la preda. Solitamente cercano di fuggire al pericolo o rimangono immobili. Non si sa con precisione se sono soliti conservare il veleno, ma spesso questo è usato solamente se non sono in grado di sottomettere la loro preda con i due artigli. Molti generi di scorpioni (come Pandinus e Hadogenes) usano raramente il loro veleno, confidando invece nei loro possenti pedipalpi.
Per anni si è creduto che gli scorpioni non fossero immuni al loro veleno. Tuttavia alcuni biologi francesi condussero una ricerca nel 1998 dimostrando il contrario almeno per una specie.

## Evoluzione
Gli scorpioni sono stati tra i primi animali a conquistare le terre emerse; si suppone che il passaggio dall'ambiente acquatico a quello terrestre sia avvenuto per gradi nel corso del Siluriano superiore (circa 420 milioni di anni fa). Tuttavia i primi scorpioni erano animali compiutamente acquatici, essendo privi di polmoni. Questi animali si originarono da un antenato appartenente ai chelicerati, probabilmente simile ai cosiddetti "scorpioni di mare" o euripteridi. Uno dei primi scorpioni a camminare sulle terre emerse fu Palaeophonus del Siluriano. Nel corso del Siluriano e del Devoniano alcuni scorpioni acquatici raggiunsero dimensioni notevoli, di circa un metro di lunghezza (Brontoscorpio); anche alcune forme del Carbonifero (Pulmonoscorpius) raggiunsero dimensioni simili. Nel corso di molti milioni di anni gli scorpioni persero del tutto le loro caratteristiche acquatiche e si specializzarono quali animali completamente terrestri.

### In Italia
Tra i reperti fossili scoperti in Italia, appartenenti all'ordine degli Scorpiones, vale la pena menzionare il Protobuthus ziliolii appartenente alla famiglia Protobuthidae (oggi estinta), a sua volta inclusa nella superfamiglia Buthoidea. Tale specie rappresenta il primo scorpione triassico italiano, ovvero lo scorpione più antico mai trovato in Italia. 

## Sistematica

### Specie viventi
Le numerosissime specie di scorpioni viventi sono ripartite in sei superfamiglie e diciassette famiglie:
- Superfamiglia Pseudochactoidea
  - Famiglia Pseudochactidae Gromov, 1998 (3 generi)
- Superfamiglia Buthoidea
  - Famiglia Buthidae C.L. Koch (89 generi)
- Superfamiglia Cheriloidea
  - Famiglia Cherilidae Pocock, 1893 (1 genere)
- Superfamiglia Iuroidea
  - Famiglia Iuridae Thorell, 1876 (4 generi)
  - Famiglia Caraboctonidae Kraepelin, 1905 (4 generi)
- Superfamiglia Scorpionoidea
  - Famiglia Scorpionidae Latreille, 1802 (21 generi)
  - Famiglia Hemiscorpiidae Pocock, 1893 (1 genere)
  - Famiglia Heteroscorpionidae Kraeplin, 1905 (1 genere)
  - Famiglia Hormuridae Laurie, 1896 (11 generi)
  - Famiglia Bothriuridae Simon, 1880 (16 generi)
- Superfamiglia Chactoidea
  - Famiglia Akravidae Levy, 2007 (1 genere)
  - Famiglia Chactidae Pocock, 1893 (16 generi)
  - Famiglia Euscorpiidae Laurie, 1896 (10 generi)
  - Famiglia Superstitioniidae Stahnke, 1940 (1 genere)
  - Famiglia Typhlochactidae Mitchell, 1971 (4 generi)
  - Famiglia Troglotayosicidae Lourenço, 1998 (2 generi)
  - Famiglia Vaejovidae Thorell, 1876 (23 generi)

In Italia è rappresentata la sola famiglia degli Euscorpidi.

### Specie estinte
Esistono altre numerose famiglie di scorpioni, oggi estinte, come ad esempio la famiglia Protobuthidae appartenente alla superfamiglia Buthoidea ed altre ancora.

## Scorpioni in cattività
Eccetto i più velenosi, gli scorpioni sono semplici da tenere: buona umidità (min 50-60% per i deserticoli), temperatura ottimale, che si aggira intorno ai 24 gradi di notte e ai 26/27 di giorno (per gli Euscorpius va bene anche la temperatura di casa) e cibo vivo come grilli, locuste, blatte, ragni, larve di lepidotteri, ecc. Lo spazio può essere anche esiguo.

## Utilizzi

### Cucina
In alcuni paesi del sud-est asiatico gli scorpioni sono mangiati fritti, come uno snack.

## Lo scorpione nella cultura popolare

### Arte
Nel veterotestamentario Libro di Ezechiele (2-6), si afferma che i nemici del profeta e della parola divina fossero chiamati scorpioni, antagonisti della verità: l'animale è attributo di colui che sfida con la parola il Verbo divino, che discute il dogma e che mina la legge dei Profeti. Nel Medioevo lo scorpione assurge a simbolo dell'eretico, di colui che ha la lingua velenosa, che insinua dubbi e maldicenze, poiché, come la puntura dell'animale, avvelena la comunità con dispute ed apostasie (lo ricorda anche l'apologeta Tertulliano nello Scorpiace). Ritroviamo lo scorpione ad esempio nei rilievi del Portale dello Zodiaco nella Sacra di San Michele nel torinese e su uno degli estradossi della cattedrale di Chartres. In pittura si ricordano lo scorpione dipinto su un bordo del sepolcro nel Trionfo della Morte affrescato da Giacomo Borlone de Buschis nell'Oratorio dei Disciplini a Clusone; gli scorpioni dipinti sugli abiti dei soldati dell'Andata al Calvario del Beato Angelico (Armadio degli Argenti; Museo Nazionale di San Marco, Firenze), ove lo scorpione sottolinea la colpa morale e la condanna per infamia ed empietà deicida. Come nel caso del Beato Angelico, altri esempi propongono la connotazione negativa dello scorpione in relazione alla religione ebraica: la Crocifissione di Bernardo Luini in Santa Maria degli Angeli a Lugano; la Crocifissione di Giovanni Boccati (Galleria Nazionale delle Marche, Urbino); la Resurrezione, parte della predella della pala di Madonna con bambino e santi in Sant'Agostino a San Gimignano.

### Cinema
Ci sono vari film che fanno riferimento agli scorpioni:
- Lo scorpione nero (The Black Scorpion) (1957)
- Red Scorpion - Scorpione rosso (1989)
- Tail Sting (2001)
- La maledizione dello scorpione di giada (2001)
- La mummia - Il ritorno (2001)
- Il Re Scorpione (2002)
- Stinger (2005)
- Scorpius Gigantus (2006)